# HD 114772
HD 114772，又名CD-50 7589，SAO 240655、HR 4985，是一颗恒星，视星等为5.89，位于銀經306.48，銀緯12.02，其B1900.0坐标为赤經13h 7m 27.3s，赤緯-50° 12.02′ 7″。